# Michel Kelly-Gagnon
Michel Kelly-Gagnon (né le 20 avril 1971) est un avocat de formation et l'actuel président et directeur général de l’Institut économique de Montréal. Il a également été à la tête du Conseil du patronat du Québec de 2006 à 2009.

## Carrière
Après avoir exercé au cabinet d'avocats Colas & Associates, Michel Kelly-Gagnon devient associé de Formatrad, une société spécialisée dans la formation en entreprise.
En 1998, il prend la direction de l’Institut économique de Montréal (IEDM), un think tank d’éducation économique, considéré comme plusieurs comme étant une organisation de droite économique.
En 2006, il devient président du Conseil du patronat du Québec, organisme représentant les intérêts des employeurs du Québec. De 2006 à 2009, il siège également au conseil d'administration de la Commission de la santé et de la sécurité du travail (CSST) en tant que président du CPQ.
Michel Kelly-Gagnon a été l'un des six récipiendaires de la province de Québec du prix Top 40 Under 40 en 2008, un projet de la firme de recrutement Caldwell. En 2009, il revient à l'IEDM comme président, alors que l'organisation connaît des difficultés financières.
Il est membre de la Société du Mont Pèlerin et ancien président de Civitas, deux organisations connues pour promouvoir des visions libérales (économiques), conservatrices et libertariennes de la société,,.
Il siège présentement au conseil d'administration de la John W. Dobson Foundation et de la Fondation canadienne pour l’innovation. Il a siégé dans divers conseils d'administration et comités, dont celui de la Fondation canadienne des jeunes entrepreneurs (FCJE, aujourd'hui Futurpreneur) et de la Fondation universitaire Pierre Arbour.

### Covid-19
Lors de la pandémie de Covid-19, dans la foulée des manifestations antimasques, Michel Kelly-Gagnon félicite Éric Duhaime pour une publication sur Twitter où ce dernier expose des statistiques sur la Covid-19, ainsi que son scepticisme sur le port du masque obligatoire. Dénoncé dans une chronique par Patrick Lagacé, Kelly-Gagnon justifie cet appui en expliquant qu'il  félicitait Duhaime pour son utilisation des statistiques, et non de son opposition au port obligatoire du masque.

## Publications
Il a publié une monographie en 2004 : Chroniques économiques : Des idées pour démystifier les politiques publiques (Montréal: Varia, 2004). Il a aussi écrit des textes d'opinion dans plusieurs journaux québécois et canadiens.